# Asteropterygion liguriae
Asteropterygion liguriae is een mosselkreeftjessoort uit de familie van de Cylindroleberididae. De wetenschappelijke naam van de soort is voor het eerst geldig gepubliceerd in 1915 door Granata.